# Wielka Orkiestra Świątecznej Pomocy

Anglojęzyczne logo fundacji

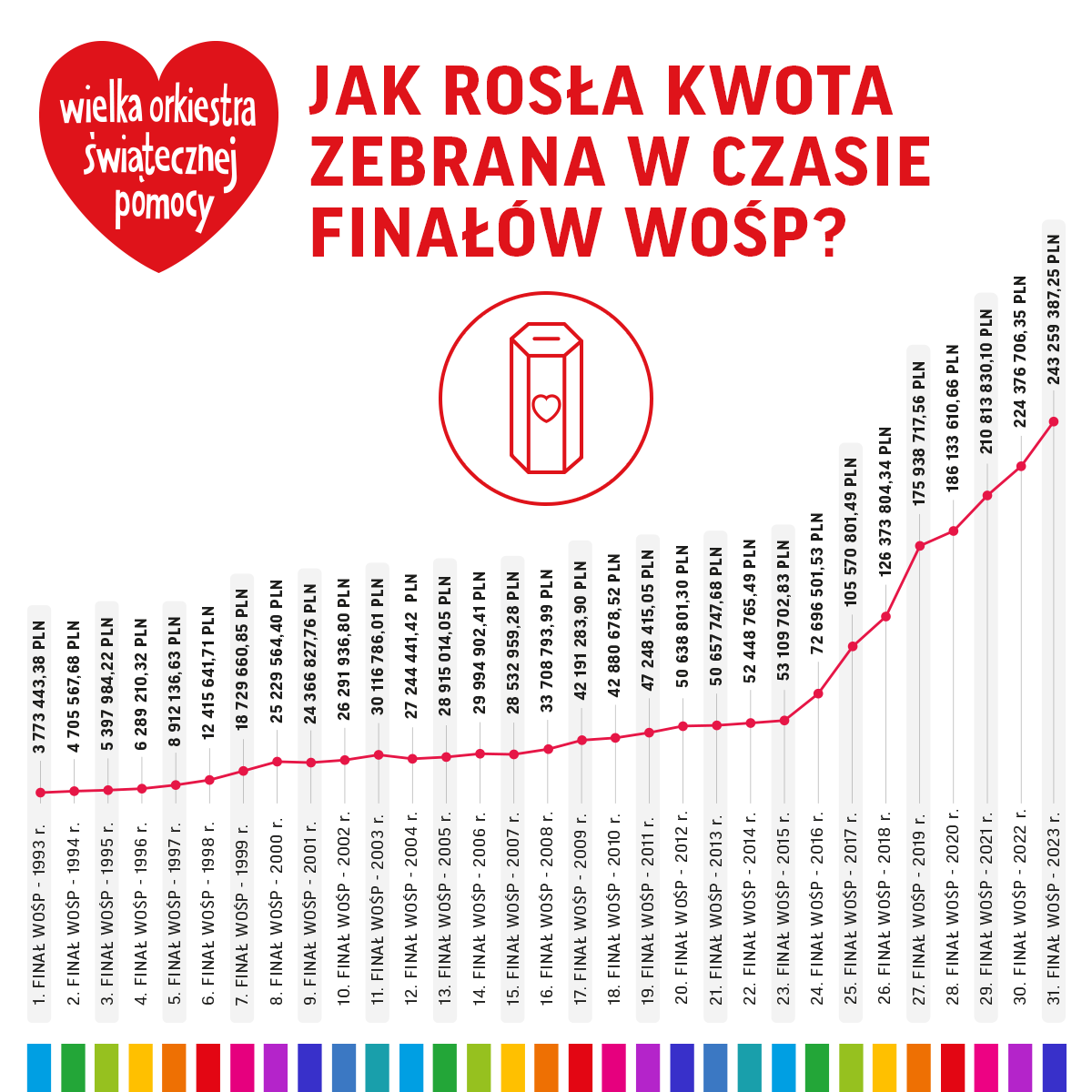
Jak rosła kwota zebrana podczas Finałów WOŚP?

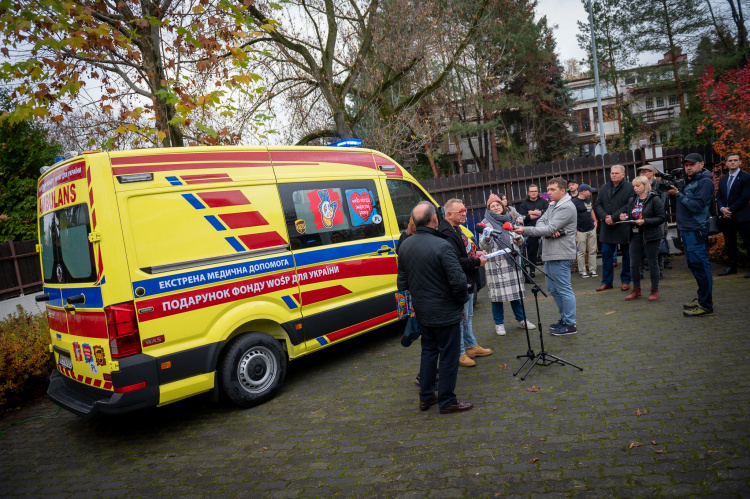
Karetka z logo WOŚP dla stacji pogotowia ratunkowego w Charkowie.

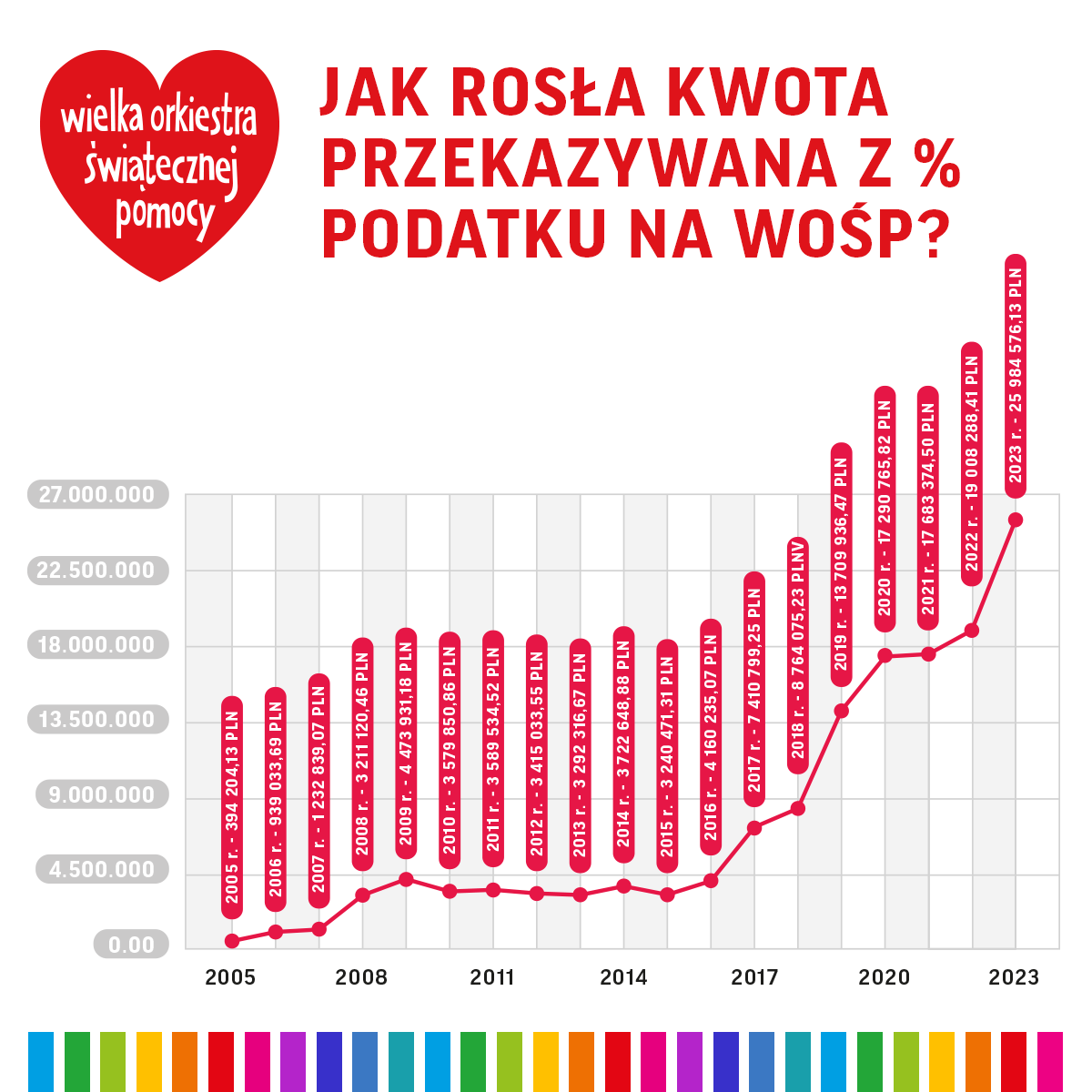
Jak rosła kwota przekazywana z % podatku na WOŚP?

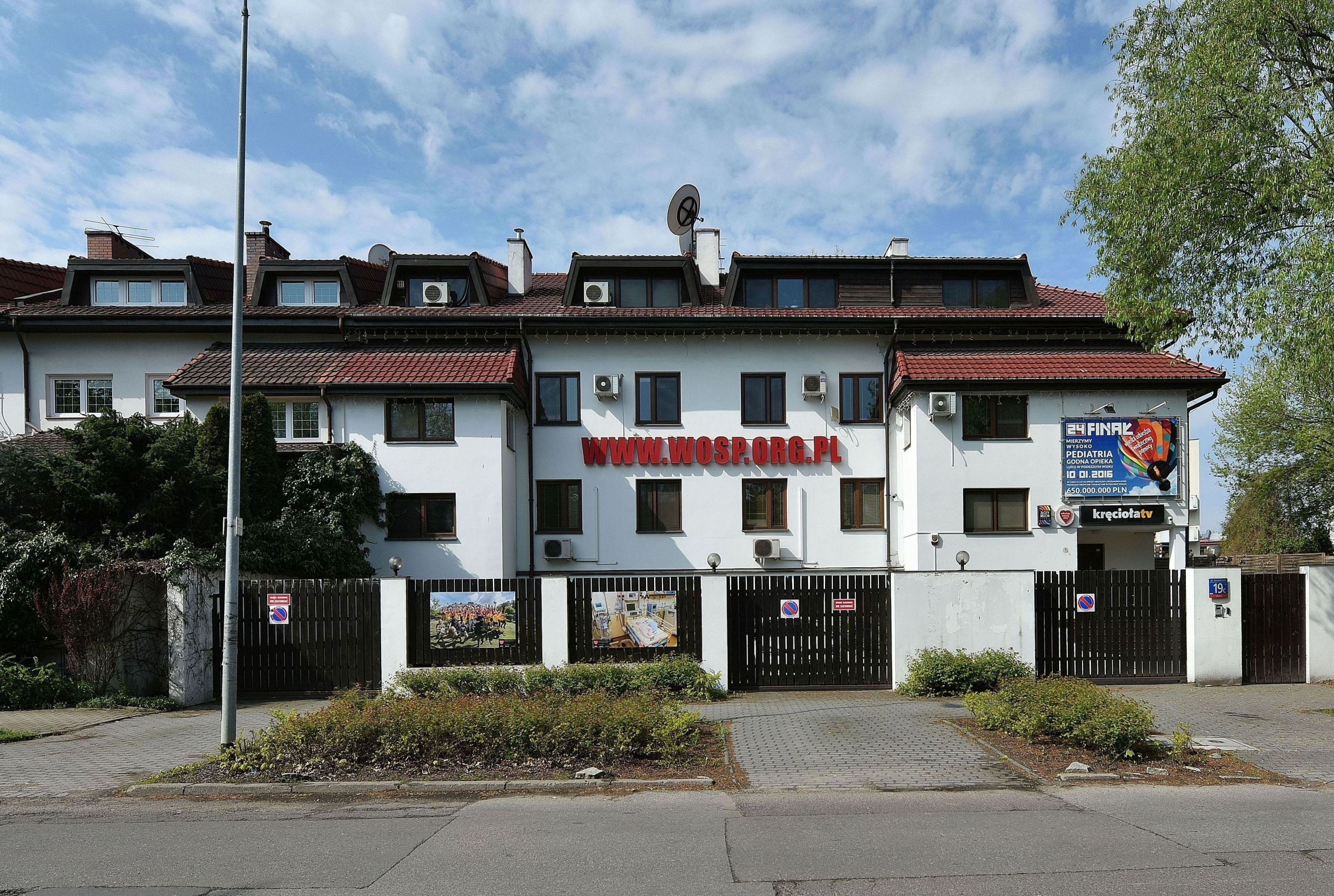
Siedziba WOŚP przy ul. Dominikańskiej 19c w Warszawie

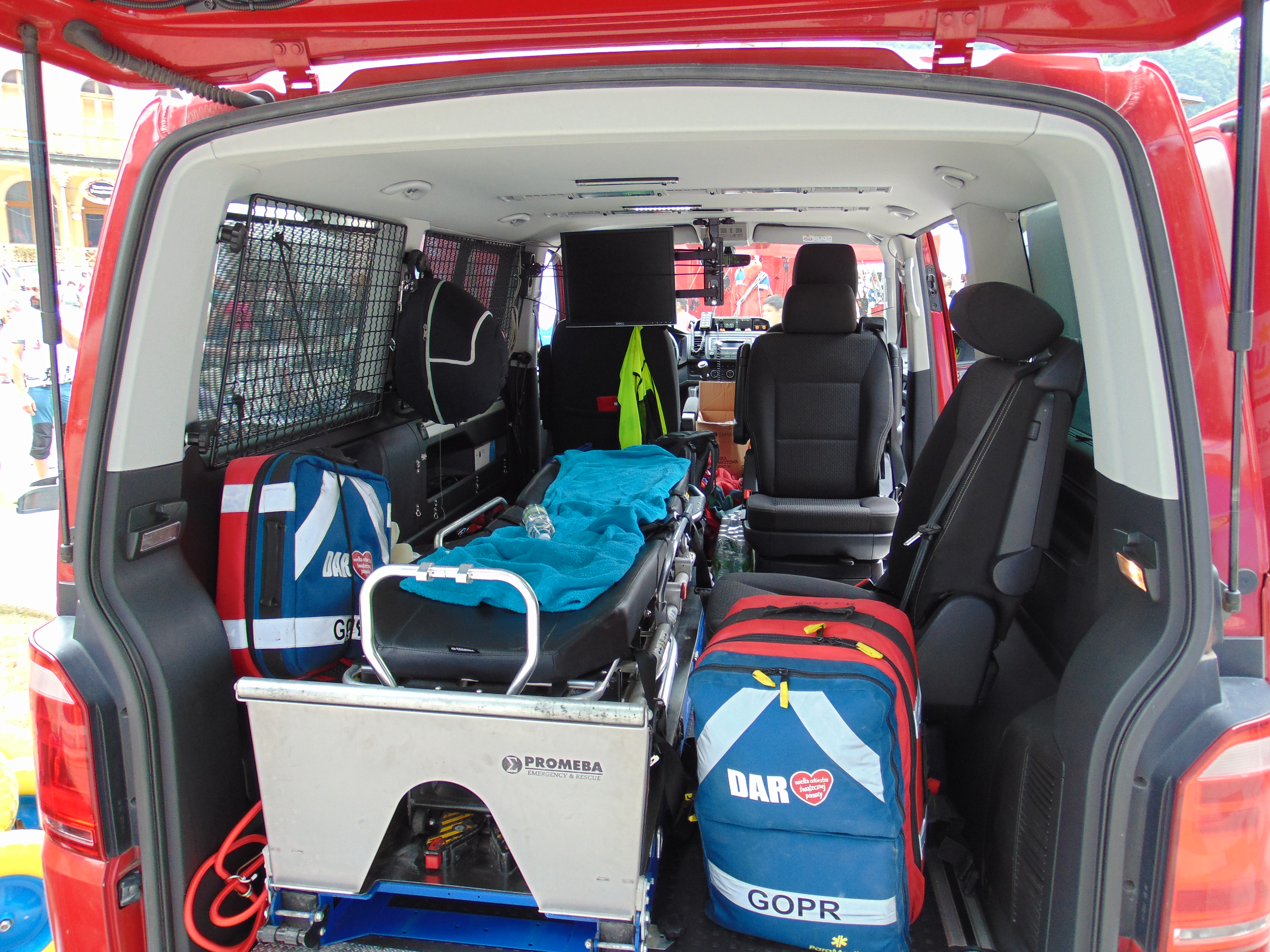
Dary WOŚP, wyposażenie ambulansu ratowniczego GOPR

Fundacja Wielka Orkiestra Świątecznej Pomocy (WOŚP) – fundacja o charakterze filantropijnym, której podstawowym celem według statutu jest: „działalność w zakresie ochrony zdrowia polegająca na ratowaniu życia chorych osób, w szczególności dzieci, i działanie na rzecz poprawy stanu ich zdrowia, jak również na działaniu na rzecz promocji zdrowia i profilaktyki zdrowotnej”. W ciągu 33 Finałów WOŚP (zbiórek publicznych organizowanych przez Fundację) zebrano ponad 2 miliardy złotych. WOŚP kupiła i przekazała ponad 71 500 urządzeń do placówek ochrony zdrowia w całej Polsce. W 2020 roku szacowało się, że co piąty sprzęt w szpitalach pochodzi od Wielkiej Orkiestry Świątecznej Pomocy. Według badań opinii publicznej fundacja od lat cieszy się największym zaufaniem spośród organizacji trzeciego sektora, instytucji państwowych i kościelnych.
Oprócz zakupów sprzętu medycznego i wyposażenia placówek ochrony zdrowia fundacja zainicjowała, finansuje oraz wspomaga prowadzenie siedmiu ogólnopolskich programów i akcji medycznych i jednej inicjatywy edukacyjnej.
Orkiestra angażuje się również w doraźną pomoc, tak jak było w przypadku akcji „Stop Powodziom” w 2010 roku, gdy Fundacja zorganizowała jednodniową zbiórkę publiczną, której celem był zakup sprzętu pomagającego w likwidowaniu skutków powodzi, która zniszczyła regiony położone na południu Polski. Podczas akcji zebrano 2 644 507,34 złotych, a po raz jedyny rozdawano niebieskie naklejki serduszka. Po raz drugi akcję pomocy dla jednostek Ochotniczej Straży Pożarnej przeprowadzono w 2017 roku, po nawałnicach, które zniszczyły regiony na północy kraju. Dary o wartości 1,5 miliona złotych przekazano 178 jednostkom OSP podczas spotkania w Bydgoszczy.
Kolejną inicjatywą podjętą przez fundację była akcja pomocy oraz działania informacyjne związane z pandemią koronawirusa w Polsce. W sumie w ramach działań w ramach walki z COVID-19 Fundacja przekazała sprzęt o wartości około 70 milionów złotych i wsparła 467 szpitali, 417 DPS-ów i prywatnych domów seniorów, 60 zakładów opiekuńczo-leczniczych i 23 hospicja.
W 2022 roku Fundacja WOŚP wydała ponad 23 miliony złotych na pomoc Ukrainie. Organizacja kupiła 4 709 urządzeń za ponad 13,7 miliona złotych dla szpitali na Ukrainie oraz 624 urządzenia za ponad 6,8 miliona złotych dla placówek w Polsce. Zakupiony sprzęt to między innymi kardiomonitory, respiratory, aparaty do znieczulania, koncentratory tlenu, pulsoksymetry, USG, EKG, Indywidualne Pakiety Medyczne. Fundacja przekazała również 371 specjalistycznych wózków inwalidzkich. Wsparcie otrzymały placówki z 15 miejscowości na Ukrainie: Użhorod, Równe, Tarnopol, Łuck, Czewonogród, Nowowołyńsk, Kijów, Odessa, Jaworów, Chmielnicki, Lwów, Dniepr, Winnica, Iwano-Frankowsk oraz Charków. Wielka Orkiestra Świątecznej Pomocy prowadziła również dwa Punkty Pomocy Humanitarnej w Szegini oraz w Warszawie. Organizowana przez Fundację WOŚP 28. edycja Pol’and’Rock Festival odbyła się pod hasłem „Wojnie nie!”.

## Finał WOŚP
Najbardziej znaną formą działalności fundacji jest coroczna, ogólnopolska impreza rozrywkowo-medialna o charakterze charytatywnym, nazwana Finałem Wielkiej Orkiestry Świątecznej Pomocy. Każdy Finał WOŚP ma określony temat – czyli cel medyczny, na który przeznaczone zostaną zebrane podczas Finału pieniądze oraz hasło, które promuje i wyjaśnia medyczny cel zbiórki. Zarząd fundacji, w którego skład wchodzą Jerzy Owsiak (prezes zarządu), Lidia Niedźwiedzka-Owsiak (dyrektorka do spraw medycznych fundacji) oraz lekarze: prof. dr hab. n. med. Bohdan Maruszewski (obecnie wiceprezes zarządu) i prof. dr hab. n. med. Piotr Burczyński, podejmują decyzję dotyczącą celu medycznego zbiórki po konsultacjach z ekspertami, konsultantami krajowymi i na podstawie próśb otrzymywanych od placówek medycznych w całym kraju.
Finał WOŚP, który tradycyjnie przypadał na drugą niedzielę stycznia, to wydarzenie, w organizacji którego bierze udział około 1 700 lokalnych Sztabów WOŚP, które koordynują pracę blisko 120 000 wolontariuszy Orkiestry, którzy działają nie tylko w Polsce, ale i na całym świecie.
Na Finał składają się wydarzenia organizowane przez Sztaby dla lokalnych społeczności (takie jak koncerty, kiermasze, występy artystyczne, warsztaty, spotkania, oraz wydarzenia sportowe), zbiórka publiczna na ulicach miast i wsi, zbiórki internetowe, aukcje przeprowadzone za pomocą serwisu Allegro oraz trwająca przez cały dzień Finału WOŚP transmisja telewizyjna i internetowa. Jednym z najbardziej widowiskowych elementów Finału WOŚP jest „Bieg Policz się z Cukrzycą”, organizowany w Warszawie od 2007 (a także w innych miastach w kolejnych latach), a pieniądze zebrane z zakupu pakietów startowych finansują zakup pomp insulinowych dla kobiet ciężarnych z cukrzycą. Kolejnym stałym elementem dnia Finału WOŚP jest pokaz świetlny (dotychczas kojarzony z pokazem fajerwerków, w latach ubiegłych zastąpiony pokazami, które są bezpieczne dla zwierząt oraz ludzi z podwyższoną wrażliwością na dźwięki) noszący nazwę „Światełko do Nieba”, który odbywa się w Warszawie i w lokalnych Sztabach WOŚP.
Od 1 września 2004 fundacja ma status organizacji pożytku publicznego. Przekazane na konto fundacji 1,5% podatku dochodowego jest przeznaczane m.in. na wsparcie hospicjów dziecięcych, wyposażenie oddziałów psychiatrycznych dla dzieci i młodzieży, zakup defibrylatorów, zakup sprzętu do ratowania życia i zdrowia dzieci.
Fundacja otrzymała w 1999 roku statuetkę nr 010 Dziecięcej Nagrody „Serca” od dzieci ze Stowarzyszenia Przyjaciół Dzieci Chorych „SERCE” ze Świdnicy.

## Bank
Od 1993 roku (1. Finał) do 1996 r. (4. Finał) bankiem obsługującym Fundację WOŚP był Bank Inicjatyw Gospodarczych BIG S.A., od 1997 r. (5. Finał) do 2000 r. (8. Finał) bankiem obsługującym Fundację WOŚP był BIG Bank Gdański S.A. Od 2001 r. (9. Finał) do 2017 roku (25. Finał) bankiem obsługującym Fundację WOŚP był Bank Polska Kasa Opieki SA. Od 2018 roku (26. Finał) partnerem bankowym Fundacji WOŚP jest mBank SA.

## Historia
Akcja została zapoczątkowana przez Brum, copiątkową audycję Jerzego Owsiaka w Programie III Polskiego Radia – spontaniczne datki przesyłane w kopertach i przekazami trafiły na rzecz dzieci z wrodzonymi wadami serca.
Nazwa „Wielka Orkiestra Świątecznej Pomocy” została po raz pierwszy użyta przez Owsiaka w programie Róbta co chceta w ferie bożonarodzeniowe 1991. Pierwszy koncert charytatywny pod szyldem WOŚP odbył się wiosną 1992 w Ciechocinku, gdzie zespół Zdrowa Woda zagrał razem z Jurkiem Owsiakiem. Kolejną zbiórkę zorganizowano podczas Festiwalu w Jarocinie.
3 stycznia 1993 uruchomiona została zbiórka pieniędzy na rzecz Oddziału Kardiochirurgii Dziecięcej w Centrum Zdrowia Dziecka w Warszawie. Akcję zapoczątkował Owsiak w muzycznym programie TVP2 Róbta co chceta. Uwieńczeniem happeningu był Finał akcji, zorganizowany w studiu TVP2 w Warszawie, jak też w kilkunastu innych miastach w Polsce. Podczas pierwszego Finału zebrano ponad 31 mld starych złotych, za które zakupiono potrzebny sprzęt nie tylko dla Centrum Zdrowia Dziecka w Warszawie, ale także dla 10 oddziałów Kardiochirurgii Dziecięcej w całej Polsce. Po udanej zbiórce Owsiak podjął decyzję o utworzeniu Fundacji WOŚP, którą zarejestrował 1 czerwca 1993 i współtworzył z Lidią Niedźwiedzką-Owsiak, Bohdanem Maruszewskim, Piotrem Burczyńskim, Pawłem Januszewiczem, Walterem Chełstowskim oraz Beatą Bethke.
Finał WOŚP stał się cykliczną imprezą i jednocześnie częścią polskiej kultury. Co roku w wielu zakątkach Polski organizowane są koncerty, festyny, festiwale i happeningi, na które zapraszane są gwiazdy polskiej muzyki rozrywkowej, a także artyści zagraniczni, którzy często grają za darmo, ponadto odbywają się różne imprezy kulturalne i sportowe. Co roku do Fundacji zgłasza się ponad 120 tys. wolontariuszy chętnych do kwestowania na ulicach miast – w każdym województwie działają lokalne Sztaby WOŚP odpowiedzialne za wstępne zliczanie pieniędzy zebranych przez podległych im wolontariuszy, a następnie przelanie ich na konto WOŚP. W zakresie obowiązków Sztabów jest też organizowanie lokalnych Finałów WOŚP w większych miastach w Polsce. Sztaby WOŚP działają również poza granicami Polski na potrzeby Polaków mieszkających za granicą. Możliwość zakładania sztabu WOŚP poza granicami Polski jest dostępna od 2002 (X Finał WOŚP). Tradycyjnie o godzinie 20:00 w miastach, gdzie gra WOŚP, następuje pokaz sztucznych ogni, czyli tzw. „Światełko do nieba” – po raz pierwszy przygotowano tę atrakcję w 1996 podczas 4. Finału. W Warszawie pokaz fajerwerków zastąpiono pokazem świateł, co jest bezpieczniejsze dla zwierząt oraz osób z nadwrażliwością słuchową.
Do 2001 Finał WOŚP odbywał się w pierwszą lub drugą niedzielę roku, a od 2002 był organizowany w drugą niedzielę roku, pomiędzy 8 a 14 stycznia (z wyjątkiem 2017, kiedy organizacja Finału WOŚP została wyznaczona w trzecią niedzielę roku – 15 stycznia). Ze względu na pandemię koronawirusa oraz panujące wówczas obostrzenia w Polsce, 29. Finał WOŚP odbył się w ostatnią niedzielę stycznia, analogicznie stało się w kolejnych latach.
Podczas Finałów licytowane są m.in. „Złote Serduszka”. Tradycja licytowania serduszek powstała podczas pierwszej edycji Finału WOŚP w 1993, kiedy to Fundacja otrzymała złote wyroby. Warszawski jubiler Jerzy Kozak zaproponował, by ze złota podarowanego Fundacji wykonać „Złote Serduszka” – wyrobiła je Mennica Polska. Każde z serduszek ma na sobie napisany kolejny numer oraz datę Finału, podczas którego było licytowane. W każdym serduszku jest dokładnie 3,3789 grama złota. Pierwsze serduszko z numerem „1” w 1994 wylicytowano za 67,5 tys. zł. Najbardziej zacięta walka toczyła się o złote serduszko z numerem „1” podczas trwania 17. Finału; wylicytowano je za 1 009 000 zł. Najwyższą cenę – 1,2 mln zł – osiągnęło serduszko podczas 27. Finału. Podczas 12. Finału WOŚP zamiast „Złotych Serduszek” Fundacja wystawiła na licytację 300 szt. „Złotych Medali” wykonanych przez Mennicę Polską z kruszców zebranych podczas poprzedniego Finału. Medale ważące 33,33 grama wykonane były ze złota i srebra: środek ze złota próby 999 oraz pierścień ze srebra próby 925. Podobne medale licytowane były także podczas kolejnych Finałów w latach 2005–2007 i zawierały symbol nawiązujący do celu zbiórki pieniędzy.
Kolejnym zwyczajem jest rozpoczęta podczas trwania V Finału WOŚP w 1997 licytacja „Złotych Kart Telefonicznych”, wyprodukowanych i podarowanych przez Telekomunikację Polską. Co roku na publiczną i ogólnie dostępną aukcję jest wystawianych 100 kart. Podczas VI Finału, gdy karty pojawiły się po raz pierwszy, karta z numerem „1” osiągnęła cenę 3 tys. zł, a podczas VII edycji Finału uzyskała 7 tys. zł. Podczas IX Finału „Złota Karta Telefoniczna” z numerem „1” uzyskała cenę 50 tys. zł. Również do „złotych kart” Fundacja dołącza odpowiednie certyfikaty. Największą kwotę w historii WOŚP, w wysokości 550 tys. zł, wręczyła w 2007 Marta Wiśniewska (Mandaryna).
Swój wkład w fundację ma również portal Allegro, który co roku udostępnia swój mechanizm aukcyjny do przeprowadzania aukcji internetowych, na których każda osoba może wystawić na licytację swoje przedmioty. Wylicytowane kwoty przelewane są przez kupujących bezpośrednio na konto Fundacji. Przedmioty na aukcję wystawiają m.in. znane osoby życia publicznego, tj. politycy, sportowcy, artyści oraz dziennikarze. Licytacje internetowe zostały zapoczątkowane w 2000 podczas 8. Finału WOŚP.
Poczynając od 14. Finału WOŚP, operator komunikatora internetowego Gadu-Gadu organizował licytacje najkrótszych numerów Gadu-Gadu. Co roku jest to numer odpowiadający edycji Finału. Do czasu rozpoczęcia licytacji kolejne numery używane są do komunikacji z Fundacją WOŚP, a po zakończeniu aukcji przechodzą w posiadanie osoby, która zaoferowała najwyższą kwotę. Od tego momentu, aż do następnego Finału, Fundacja zaczyna używać kolejnego numeru Gadu-Gadu. Posiadaczem tak krótkiego numeru może zostać tylko jedna osoba rocznie.
4 lipca 2010 zorganizowano specjalny Finał „Stop powodziom!”. Fundusze zebrane w tym dniu zostały przeznaczone na dofinansowanie jednostek Państwowej Straży Pożarnej. Wyjątkowo w trakcie tego Finału orkiestrowe serduszka nie były jak zwykle czerwone, lecz niebieskie.
Podczas Finału w 2013 zorganizowano akcję „E-serce”, którą wsparli m.in. Dorota „Doda” Rabczewska, Maciej Musiał, Anja Rubik, Maciej Stuhr, Edyta Herbuś, Aleksandra Kwaśniewska, Michał Piróg, Majka Jeżowska i zespół Enej. Gwiazdy zagrały w filmie zachęcającym do wykupowania pikseli na specjalnej stronie z wirtualnymi e-sercami.
14 stycznia 2019 Jerzy Owsiak zrezygnował z funkcji prezesa Fundacji WOŚP, wyjaśniając m.in., że jego decyzja jest spowodowana tym, że za śmierć prezydenta Gdańska Pawła Adamowicza została oskarżona fundacja oraz on sam, mimo iż fundacja nie była w stanie lepiej zabezpieczyć imprezy. Jako przyczynę swojego odejścia Owsiak podał rosnącą falę nienawiści skierowaną wobec jego osoby. W związku z rezygnacją Jerzego Owsiaka z pełnienia funkcji prezesa Fundacji, od 14 do 19 stycznia 2019 roku, funkcję tę sprawował wiceprezes zarządu fundacji Piotr Burczyński. 19 stycznia, po pogrzebie Adamowicza, Owsiak zdecydował się powrócić na stanowisko prezesa Fundacji WOŚP.

### Transmisje z Finałów
Transmisje z Finałów nadawane były nieprzerwanie w latach od 1993 do 2016 TVP, a od 2008 do 2011 również w TVN. W 2010 transmisje z 18. Finału WOŚP pokazywał także kodowany kanał Canal+. Relacje z Finału były też nadawane przez 24 lata za pośrednictwem Polskiego Radia.
W 2017 głównym patronem medialnym wydarzenia została spółka Scripps Networks Interactive, która jest właścicielem kanałów TVN, TVN24, TTV i internetowego portalu Player, na antenie których emitowane były obszerne relacje Finałów od 25. edycji.
Po zmianach władz w Polskim Radiu i Telewizji Polskiej, jakie miały miejsce w grudniu 2023 roku, po 8 latach przerwy na antenę nadawców publicznych powróciły relacje z Finałów Wielkiej Orkiestry Świątecznej Pomocy, począwszy od 32. Finału w 2024 roku.

## Podsumowanie Finałów
Kwoty podawane są przez fundację po zakończeniu liczenia pieniędzy, które zebrano w danym roku.
| Finał | Data                  | Cel | Zebrane pieniądze (w PLN, w latach 1993–1994 PLZ) | Zebrane pieniądze (w PLN) po uwzględnieniu inflacji**) | Zebrane pieniądze (w USD) |
| ----- | --------------------- | --- | ------------------------------------------------- | ------------------------------------------------------ | ------------------------- |
| 1     | 3 stycznia 1993       | Choroby serca | 24 224 647 608*)                                  | 18 915 647                                             | 1 535 441                 |
| 2     | 2 stycznia 1994       | Pomoc szpitalom noworodkowym | 41 340 725 025*)                                  | 24 143 141                                             | 1 930 727                 |
| 3     | 8 stycznia 1995       | Zakup sprzętu dla klinik onkologicznych | 6 867 951*)                                       | 30 370 781                                             | 2 816 465                 |
| 4     | 7 stycznia 1996       | Ratowanie życia dzieci, które uległy wypadkom | 6 315 296*)                                       | 23 053 804                                             | 2 543 414                 |
| 5     | 5 stycznia 1997       | Ratowanie dzieci z chorobami serca | 8 818 754*)                                       | 27 254 352                                             | 3 062 067                 |
| 6     | 4 stycznia 1998       | Ratowanie życia dzieci poszkodowanych w wypadkach | 12 498 909*)                                      | 34 055 665                                             | 3 543 277                 |
| 7     | 10 stycznia 1999      | Ratowanie życia noworodków | 15 748 393*)                                      | 40 185 338                                             | 4 515 021                 |
| 8     | 9 stycznia 2000       | Ratowanie życia dzieci z chorobami nerek | 25 229 564*)                                      | 58 459 041                                             | 6 089 391                 |
| 9     | 7 stycznia 2001       | Diagnostyka noworodków i niemowląt | 24 366 828*)                                      | 52 500 856                                             | 6 112 643                 |
| 10    | 13 stycznia 2002      | Ratowanie życia dzieci z wadami wrodzonymi | 26 291 937*)                                      | 54 654 429                                             | 6 848 999                 |
| 11    | 12 stycznia 2003      | Zakup sprzętu medycznego dla oddziałów niemowlęcych i dzieci młodszych | 30 116 786*)                                      | 62 421 773                                             | 7 695 614                 |
| 12    | 11 stycznia 2004      | Zakup sprzętu medycznego dla oddziałów niemowlęcych i dzieci młodszych | 27 244 441                                        | 55 520 334                                             | 6 923 443                 |
| 13    | 9 stycznia 2005       | Nowoczesne metody diagnostyki i leczenia w neonatologii i pediatrii | 28 415 177                                        | 55 644 677                                             | 9 864 293                 |
| 14    | 8 stycznia 2006       | Ratowanie życia dzieci poszkodowanych w wypadkach i nauka pierwszej pomocy | 30 690 085                                        | 59 623 071                                             | 9 660 691                 |
| 15    | 14 stycznia 2007      | Ratowanie życia dzieci poszkodowanych w wypadkach i nauka pierwszej pomocy | 30 377 335                                        | 58 082 159                                             | 9 349 815                 |
| 16    | 13 stycznia 2008      | Pomoc dzieciom ze schorzeniami laryngologicznymi | 32 147 539                                        | 58 947 964                                             | 13 883 627                |
| 17    | 11 stycznia 2009      | Wczesne wykrywanie nowotworów u dzieci | 40 458 625                                        | 71 929 916                                             | 11 011 771                |
| 18    | 10 stycznia 2010      | Wczesne wykrywanie nowotworów u dzieci | 42 877 958                                        | 73 472 062                                             | 14 090 521***)            |
| –     | 4 lipca 2010          | Akcja „Stop powodziom!” | 2 644 507                                         | 4 472 992                                              | 805 663***)               |
| 19    | 9 stycznia 2011       | Na zakup sprzętu dla dzieci z chorobami urologicznymi i nefrologicznymi | 47 248 415                                        | 78 031 314                                             | 15 610 022***)            |
| 20    | 8 stycznia 2012       | Zakup sprzętu urządzeń do ratowania życia wcześniaków oraz pomp insulinowych | 50 638 801                                        | 80 284 455                                             | 16 219 988***)            |
| 21    | 13 stycznia 2013      | Ratowanie życia dzieci i godna opieka medyczna seniorów | 50 657 748                                        | 78 808 392                                             | 16 432 382***)            |
| 22    | 12 stycznia 2014      | Na zakup specjalistycznego sprzętu dla dziecięcej medycyny ratunkowej i godna opieka medyczna seniorów | 52 448 765                                        | 80 946 550                                             | 17 224 554***)            |
| 23    | 11 stycznia 2015      | Podtrzymanie wysokich standardów leczenia dzieci na oddziałach pediatrycznych i onkologicznych oraz godna opieka medyczna seniorów | 53 109 703                                        | 82 957 793                                             | 13 277 424***)            |
| 24    | 10 stycznia 2016      | Na zakup urządzeń medycznych dla oddziałów pediatrycznych oraz dla zapewnienia godnej opieki medycznej seniorów | 72 696 502                                        | 114 698 235                                            | 18 135 587***)            |
| 25    | 15 stycznia 2017      | Ratowanie życia i zdrowia dzieci na oddziałach ogólnopediatrycznych oraz zapewnienie godnej opieki medycznej seniorom | 105 570 801                                       | 163 604 677                                            | 25 919 213***)            |
| 26    | 14 stycznia 2018      | Dla wyrównywania szans w leczeniu noworodków | 126 373 804                                       | 192 167 766                                            | 37 157 837***)            |
| 27    | 13 stycznia 2019      | Na zakup nowoczesnego sprzętu medycznego dla specjalistycznych szpitali dziecięcych | 175 938 717                                       | 265 679 776                                            | 46 969 597***)            |
| 27    | 19 stycznia 2019      | Na zakup sprzętu medycznego i doposażenia dla gdańskiego Hospicjum im. ks. Eugeniusza Dutkiewicza (zbiórka wśród osób uczestniczących w uroczystościach pogrzebowych Pawła Adamowicza) | 175 938 717                                       | 265 679 776                                            | 46 969 597***)            |
| 27    | 23 stycznia 2019      | „Dopełnienie puszki zmarłego Prezydenta Pawła Adamowicza”. Na zakup sprzętu medycznego dla Gdańska (zbiórka zorganizowana przez Patrycję Krzymińską razem z użytkownikami społeczności Facebook, celem „dopełnienia” puszki, z którą kwestował tragicznie zmarły Prezydent Miasta Gdańska) | 15 990 016                                        | 24 146 043                                             | 4 239 303***)             |
| 28    | 12 stycznia 2020      | Dla dziecięcej medycyny zabiegowej | 186 133 611                                       | 269 286 093                                            | 48 852 684***)            |
| 29    | 31 stycznia 2021****) | Laryngologia, otolaryngologia i diagnostyka głowy | 210 813 830                                       | 296 907 788                                            | 56 483 624***)            |
| 30    | 30 stycznia 2022      | Okulistyka dziecięca | 224 376 706                                       | 288 945 068                                            | 53 936 708***)            |
| 31    | 29 stycznia 2023      | Chcemy wygrać z sepsą! Gramy dla wszystkich – małych i dużych! | 243 259 387                                       | 266 851 093                                            | 56 587 631***)            |
| 32    | 28 stycznia 2024      | Płuca po pandemii. Gramy dla dzieci i dorosłych! | 281 879 118                                       | 297 449 381                                            | 70 722 612***)            |
| 33    | 26 stycznia 2025      | Dla onkologii i hematologii dziecięcej | 289 068 048                                       | 289 068 048                                            | 71 889 592***)            |
| Razem | Razem                 | Razem | 2 583 870 594                                     | 3 733 540 473                                          | nd.                       |

*) W latach 1993–1999 WOŚP podawał wynik Finansowy w USD. Zostały one przeliczone na potrzeby tabeli na PLN według archiwalnych kursów średnich USD ogłoszonych przez NBP na dzień po konkretnym Finale WOŚP. Ponadto kwoty w latach 1993–1994 zostały przeliczone z PLZ na PLN według przelicznika 1 PLN = 10 000 PLZ.
**) Kwoty przy przyjęciu styczeń 2025=1 i przy uwzględnieniu miesięcznych wskaźników inflacji za miesiąc, w którym odbywał się finał na podstawie danych GUS.
***) Kwoty te nie zostały podane przez WOŚP, mają one charakter orientacyjny i nie stanowią oficjalnego rozliczenia fundacji WOŚP. Zostały one przeliczone na potrzeby tabeli według kursów średnich USD ogłoszonych przez NBP na dzień po konkretnym Finale WOŚP.
****) Finał przeniesiony z 10.01.2021 r. ze względu na obostrzenia epidemiczne oraz lockdown na obszarze całej Polski.
Od 21. Finału Wielka Orkiestra Świątecznej Pomocy prowadzi interaktywną prezentację wydatków we współpracy z serwisem nacoidamojepieniadze.pl.

## Programy medyczne
Fundacja WOŚP w ciągu całego roku finansuje i prowadzi osiem programów medycznych i inicjatyw medycznych i jeden edukacyjny:
- Krajowy Program Leczenia Wad Ubytkowych i Wydłużania Kończyn u Dzieci[62]
- Program Powszechnych Przesiewowych Badań Słuchu u Noworodków[63]
- Narodowy Program Wczesnej Diagnostyki Onkologicznej Dzieci[64]
- Program Leczenia Osobistymi Pompami Insulinowymi Kobiet Ciężarnych z Cukrzycą[65]
- Program Nieinwazyjnego Wspomagania Oddechu u Noworodków[66]
- Program Leczenia i Zapobiegania Retinopatii Wcześniaka
- Akcja „Leczyć z miłością”[67]
- Program Pomocy Indywidualnej[68]
- Program Edukacyjny „Ratujemy i Uczymy Ratować” (inauguracja programu odbyła się w Opatówku k. Kalisza)[69]
- Ogólnopolski Program Leczenia Pompami Insulinowymi Dzieci z Cukrzycą (program zamknięty)

## Wielka Orkiestra Świątecznej Pomocy w walce z koronawirusem[70]
Wielka Orkiestra Świątecznej Pomocy działania w związku z COVID-19 rozpoczęła tuż po stwierdzeniu pierwszych przypadków zachorowań w Polsce w marcu 2020 roku. Podstawowym działaniem był zakup wyposażenia medycznego – urządzeń i środków ochrony osobistej, o których przekazanie placówki apelowały, by móc sprawnie walczyć z pandemią.
W listopadzie 2020 roku fundacja rozpoczęła drugi etap zakupów związanych z koronawirusem – tym razem dla szpitali, które otrzymały nakaz stworzenia oddziałów do walki z COVID-19. Zakupiono wtedy:
- 50 respiratorów
- 90 kardiomonitorów
- 1340 łóżek do intensywnej terapii
- 6 koncentratorów tlenu
- 1 system zdalnego monitorowania pacjentów COVID-19

Łącznie przekazano sprzęt za blisko 70 milionów złotych.

## Inne akcje WOŚP
Fundacja zajmuje się również organizowaniem:
- imprez kulturalnych. Jednym z takich przedsięwzięć jest festiwal muzyczny Pol’and’Rock (dawniej Przystanek Woodstock) organizowany w gminie Czaplinek-Broczyno w województwie Zachodniopomorskim, na przełomie lipca i sierpnia (jest on organizowany ze środków finansowych przeznaczonych na utrzymanie funkcjonowania Fundacji oraz działania marketingowe, pochodzących z odsetek bankowych, całorocznych darowizn oraz wsparciu sponsorów. Pol’and’Rock Festival nie jest finansowany ze środków zebranych podczas Finału Orkiestry[74]).
- szkolenia osób pełnoletnich w zakresie pierwszej pomocy w ramach szkoleń Pokojowego Patrolu.
- szkolenia nauczycieli w ramach programu Ratujemy i Uczymy Ratować.

- akcji „Bezpieczne Stadiony”, wraz z piłkarskim klubem Ruch Chorzów[75]. W ramach tej akcji klub oferuje m.in. darmowe bilety na mecze dla biednych dzieci, często również organizuje różnego rodzaju akcje charytatywne przekazując na licytacje swoje stroje piłkarskie najlepszych piłkarzy. „Niebiescy”, wzorem hiszpańskiej FC Barcelony grającej wówczas z logo UNICEF na koszulkach, w 2008 roku przekazali na rzecz Wielkiej Orkiestry Świątecznej Pomocy awers koszulki meczowej przeznaczony dla głównego sponsora.

Piłkarska drużyna Pogoni Szczecin Woman podczas 18. Finału WOŚP zaprezentowała swoje nowe koszulki, na awersie których znalazło się logo Wielkiej Orkiestry Świątecznej Pomocy. Logo fundacji znajdowało się na koszulkach kobiecego zespołu przez całą rundę wiosenną sezonu 2009/2010.
- W maju 2023 Fundacja WOŚP nawiązała współpracę z Uniwersytetem SWPS, Kliniką Terapii Poznawczo-Behawioralnej Uniwersytetu SWPS i RESQL. Fundacja zdecydowała o zakupie dostępów do systemu RESQL dla 50 placówek oświatowych, rozpoczynając działania od 14 szkół z dzielnicy Białołęka w Warszawie. RESQL powstał na Uniwersytecie SWPS i ma na celu wspieranie szkół w zakresie rozwiązywania problemów przemocy rówieśniczej, a co za tym idzie podejmowanie działań na rzecz zdrowia psychicznego młodych osób.[77]

## Zaufanie społeczne

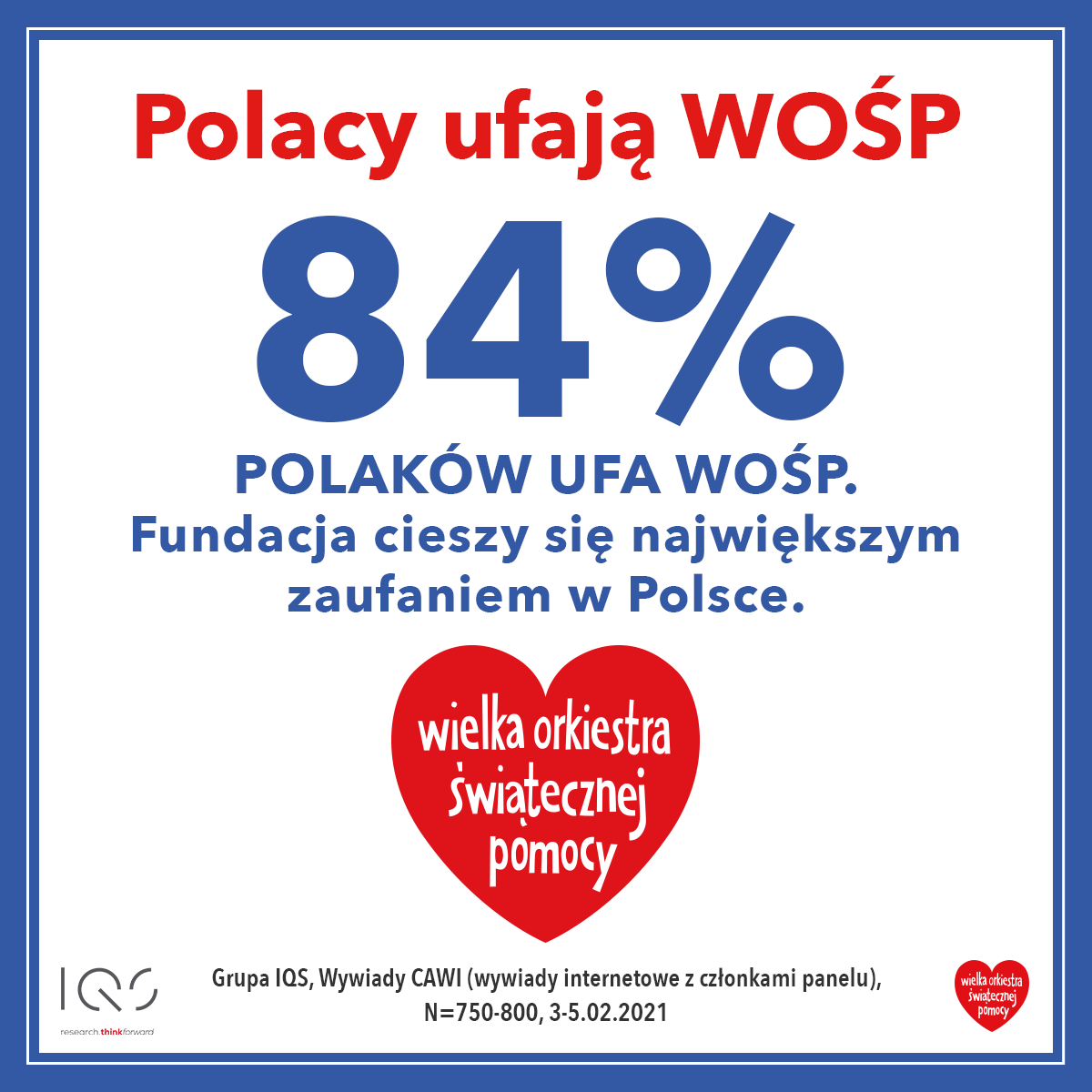
Zaufanie społeczne wobec WOŚP

Wielka Orkiestra Świątecznej Pomocy od lat jest uznawana za organizację o największym zaufaniu społecznym w Polsce. Według badania CBOS z 2014 WOŚP cieszyła się zaufaniem 87% ankietowanych (z czego 47% w tym badaniu zdecydowanie ufało fundacji). Na podstawie badań przeprowadzonych przez firmę IQS w 2020 roku 84% Polaków ufa Fundacji Wielka Orkiestra Świątecznej Pomocy, co za tym idzie WOŚP cieszy się najwyższym poziomem zaufania wśród organizacji pozarządowych, organów państwowych oraz instytucji kościelnych w Polsce.

## Mecze Charytatywne WOŚP vs TVN
Wielki Mecz z udziałem gwiazd TVN oraz reprezentacji fundacji Wielkiej Orkiestry Świątecznej Pomocy odbył się trzykrotnie (2017, 2018, 2019). Dzięki środkom zebranym ze sprzedaży biletów oraz pieniędzy przekazanych za pomocą SMS zakupiono i przekazano trzy w pełni wyposażone karetki neonatologiczne, które trafiły do szpitali w Warszawie, Ustrzykach Dolnych i Poznaniu.

## WOŚP w kulturze
8 stycznia 2003 Narodowy Bank Polski wprowadził do obiegu monety upamiętniające 10. rocznicę działania Wielkiej Orkiestry Świątecznej Pomocy o nominałach:
- 10 zł wykonaną stemplem lustrzanym w srebrze w nakładzie 47 tys. szt.,
- 2 zł wykonaną stemplem zwykłym ze stopu Nordic Gold w nakładzie 2,5 mln szt.

5 stycznia 2012 Narodowy Bank Polski wprowadził do obiegu monety upamiętniające 20. rocznicę działania Wielkiej Orkiestry Świątecznej Pomocy o nominałach:
- 10 zł wykonaną stemplem lustrzanym w srebrze (kształt serca) w nakładzie 60 tys. szt.,
- 2 zł wykonaną stemplem zwykłym ze stopu Nordic Gold w nakładzie 1 mln szt.

## Akcje wzorowane na WOŚP
W 2006 na Ukrainie powstała fundacja charytatywna Serce do serca, która jest wzorowana na WOŚP. Jej założycielką jest Oksana Wasyłenko. W czasie Finałów, które są organizowane w maju, podobnie jak podczas WOŚP prowadzone są zbiórki pieniędzy do puszek, koncerty i happeningi oraz rozdawane są czerwone serduszka. W drugim Finale (2007) wzięło udział 10 tys. wolontariuszy, którzy zebrali 35 tys. dolarów. W 2008 zebrano ok. 220 tys., w 2009 – 350 tys., a w 2010 – 420 tys. dolarów. Wśród sponsorów fundacji liczne są firmy prowadzone przez polskich przedsiębiorców.

## Znaki towarowe
Na rzecz fundacji Wielkiej Orkiestry Świątecznej Pomocy zarejestrowanych jest w Polsce szereg znaków towarowych. Od 1993 pod numerem R-089810 zarejestrowany był znak towarowy przedstawiający charakterystyczne logo WOŚP (czerwone serce z białymi napisami), które zaprojektował Krzysztof Ciechanowiecki. Po 10 latach ochrony na ten znak jednak nie przedłużono i prawo ochronne wygasło. Fundacja zarejestrowała jako znak towarowy nowe, nieco odświeżone logo w 2005 pod numerem R-193380.
Fundacja jako znaki towarowe chroni również hasła powszechnie kojarzone z Jerzym Owsiakiem i jego Fundacją, tj. „Oj, będzie się działo” (R-227841), „Sie ma” (R-193384) czy „Gramy do końca świata i jeden dzień dłużej” (R-193383).

## Miejsca im. WOŚP[87]

### Oddziały szpitalne im. WOŚP
- Biała Podlaska – Oddział Neonatologiczny
- Biała Podlaska – Ośrodek Opieki Medycznej
- Bochnia – Oddział Noworodków z Pododdziałem Intensywnego Nadzoru Noworodka
- Cieszyn – Oddział Neonatologiczny
- Elbląg – Oddział Noworodka, Patologii i Intensywnej Terapii Noworodka
- Gdańsk – Oddział Kardiochirurgii Dziecięcej
- Lublin – Oddział Neonatologii z Pododdziałem Patologii i Intensywnej Terapii Noworodka
- Łódź – Centralne Laboratorium Badań Genetycznych w Onkologii Dziecięcej ONCOLAB; Klinika Pediatrii, Onkologii, Hematologii i Diabetologii
- Kraków – oddział Kliniczny Kliniki Neonatologii
- Ostrów Wielkopolski – Oddział Noworodkowy
- Poznań – Oddział Neonatologiczny II
- Warszawa – Oddział Neonatologii Szpitala Południowego w Warszawie[88]
- Warszawa – Oddział Wcześniaków i Patologii Noworodka

### Ronda
Miasta, w których znajdują się ronda im. Wielkiej Orkiestry Świątecznej Pomocy:
- Biała Podlaska[89]
- Chełm[90]
- Chorzów[91]
- Chojnice[92]
- Dzierżoniów[93]
- Dąbrowa Gornicza
- Gniezno
- Gogolin
- Gorzów Wielkopolski
- Gryfice
- Jaworzno
- Jelenia Góra
- Katowice[94]
- Kielce
- Kołobrzeg
- Komorniki
- Konin
- Kostrzyn nad Odrą – Rondo Woodstock
- Kórnik
- Legionowo
- Mysłowice
- Myślibórz (zachodniopomorskie)
- Nysa
- Oleśnica
- Piotrków Trybunalski
- Rawicz
- Resko
- Rokietnica
- Skarżysko- Kamienna
- Sosnowiec
- Starogard Gdański
- Szczecinek
- Świdnica[95]
- Trzcianka
- Tychy
- Warszawa[96]
- Wrocław
- Zduńska Wola
- Zielonki-Parcela

### Mosty
- Barczewo – Most Wielkiej Orkiestry Świątecznej Pomocy
- Bydgoszcz – Wiadukty im. Wielkiej Orkiestry Świątecznej Pomocy
- Darłowo – Most im. WOŚP
- Dziwnów – Most zwodzony Wielkiej Orkiestry Świątecznej Pomocy
- Opole – most drewniany im. WOŚP
- Ostróda – Most Wielkiej Orkiestry Świątecznej Pomocy
- Rzeszów – Okrągła kładka im. WOŚP

### Murale
- Haga – Mural Wielkiej Orkiestry Świątecznej Pomocy
- Łódź – Mural WOŚP
- Słubice – Mural Jurka Owsiaka i WOŚP
- Szczecin - Mural WOŚP[97]
- Warszawa - Mural[98]
- Zielonki-Parcela - Mural[99]

### Parki
- Jabłonowo Pomorskie - Park Wielkiej Orkiestry Świątecznej Pomocy

### Place i skwery
- Ciechanów – Skwer Wielkiej Orkiestry Świątecznej Pomocy
- Gostyń – Skwer im. Wolontariuszy Wielkiej Orkiestry Świątecznej Pomocy
- Jastrzębie-Zdrój – Plac im. Wielkiej Orkiestry Świątecznej Pomocy
- Kraków – Skwer Wielkiej Orkiestry Świątecznej Pomocy (Park im. Stefana Żeromskiego)[100]
- Łódź – Plac Wielkiej Orkiestry Świątecznej Pomocy (przy skrzyżowaniu ul. Zachodniej z Ogrodową)[101]
- Ostrowiec Świętokrzyski - Dziedziniec im. Wielkiej Orkiestry Świątecznej Pomocy
- Poznań – Skwer Wielkiej Orkiestry Świątecznej Pomocy (w sąsiedztwie Wielkopolskiego Centrum Pediatrii)
- Szczecin - Plac Wielkiej Orkiestry Świątecznej Pomocy[102] na wyspie Łasztownia
- Wałcz - Skwer Wielkiej Orkiestry Świątecznej Pomocy[103][104]
- Włocławek – Plac Przyjaciół Wielkiej Orkiestry Świątecznej Pomocy

### Pomniki
- Kołobrzeg – Mewa Marian
- Zielona Góra – tablica pamiątkowa
- Łódź – pomnik Serce WOŚP[105][106]
- Suwałki – Serce w granicie (kamień narzutowy upamiętniający 13. Finał WOŚP)

### Ulice
- Mińsk Mazowiecki – ul. Wielkiej Orkiestry Świątecznej Pomocy

### Wiadukty
- Bydgoszcz – Wiadukty Wielkiej Orkiestry Świątecznej Pomocy[107]